# Preterizione
La preterizione (dal verbo latino "praeterire", letteralmente "andare oltre", "tralasciare"), nota anche come paralessi, paralissi o paralipsi (dal verbo greco παραλείπω, avente il medesimo significato), è una figura di pensiero con la quale si finge di non voler dir nulla di ciò di cui si sta parlando, e quindi lo si dice a chiare lettere, con l'intenzione di dare risalto all'informazione che si finge voler tralasciare.

## Esempi
- "Non ti dico cosa mi è successo..."
- "Per tacere dei numerosi altri casi..."
- "Per non parlare di quel che ha detto..."
- "Inutile nominare anche..."
- "Non ti dico cosa ho visto..."
- "Cesare taccio" (Italia mia, benché 'l parlar sia indarno di Francesco Petrarca)
- "Quando dico niente, o è niente, o è cosa che non posso dire" (Don Abbondio, ne I promessi sposi di Alessandro Manzoni)
- "Inutile dirti quanto sono stucchevoli le preterizioni" (Umberto Eco, La bustina di Minerva, L'Espresso).